# Bert Vermeir
Bert Vermeir (Merchtem, 3 maart 1977) is een Belgisch spring- en dressuurruiter.

## Levensloop
Op zijn 4e verjaardag kreeg hij voor Sinterklaas een pony die hij met zijn 2 jaar jongere broer moest delen. Toen hij 7 jaar was, reed hij met LRV Merchtem zijn eerste echte wedstrijd met een pony. Sindsdien zijn nog vele wedstrijden, jumpings en crosses gevolgd.
In 1992, toen hij bijna 15 was, kwam hij thuis ten val met zijn pony en brak daarbij verscheidene rugwervels. Na verschillende operaties en een lange, keiharde revalidatie heeft hij terug leren lopen. Nu heeft hij 2 dropvoeten, verlamming aan de onderste ledematen en stabiliteitsproblemen in zijn bekken.
Toen kwam voor hem, wat paardrijden betreft, een heel rustige periode.
In de zomer van 1993 is hij als commandant van een achttal terug beginnen rijden, eerst dressuur met het paard van zijn moeder. Enkele maanden later kreeg hij een eigen paard waarmee hij begon te rijden: dressuur, springen, wandelen; zelfs nog een paar keer cross. Met dit laatste is hij gestopt omdat het een te grote inspanning vroeg.
Nu rijdt hij nog steeds bij LRV St Martinus Asse.
Sedert 1998 rijdt hij in de VLG.
En in die korte tijd heeft hij bij de VLG al heel wat wedstrijden meegereden, met goede tot zeer goede resultaten.

## Palmares

### Internationaal
| Datum | Plaats             | Prestatie      |
| ----- | ------------------ | -------------- |
| 1999  | WK Denemarken      | 1e /8e /8e     |
| 2000  | Paralympics Sydney | Deelname       |
| 2002  | EK Portugal        | 4e /5e /4e /5e |
| 2003  | Oostenrijk         | 1e /1e /1e     |
| 2003  | Frankrijk          | 1e /2e /2e     |
| 2003  | WK Moorsele        | 2e /3e /4e     |
| 2004  | Paralympics Athene | 4e /3e         |

### Nationaal
| Datum | Plaats                 | Prestatie |
| ----- | ---------------------- | --------- |
| 1998  | Belgisch Kampioenschap | 2e        |
| 1999  | Belgisch Kampioenschap | 1e        |
| 2000  | Belgisch Kampioenschap | 1e        |
| 2002  | Belgisch Kampioenschap | 1e /2e    |